# (16922) 1998 FR57
A (16922) 1998 FR57 egy kisbolygó a Naprendszerben. A LINEAR projekt keretében fedezték fel 1998. március 20-án.